# سایخان-اوو (دوندگووی)
سایخان-اوو (به لاتین: Saikhan-Ovoo) یک منطقهٔ مسکونی در مغولستان است که در استان دوندگاوی واقع شده‌است. سایخان-اوو ۴٬۰۵۵ کیلومتر مربع مساحت دارد.